# Padrón
Padrón – miasto w Hiszpanii, w prowincji A Coruña, we wspólnocie autonomicznej Galicja (Hiszpania).
Nazwa miasta pochodzi od hiszpańskiego słowa padrón – głaz, kamień, do którego miał przycumować statek wiozący ciało św. Jakuba. Miejscowość obsługuje stacja kolejowa A Escravitude i Padrón.

## Zabytki i miejsca warte zobaczenia
- Museo Rosalía de Castro, mieszczące się w XIX-wiecznym domu rodzinnym Rosalíi de Castro, pisarki i poetki, uważanej za narodowego wieszcza.